# بایننبوتل
بایننبوتل (به آلمانی: Bienenbüttel) یک شهر در آلمان است که در اولتسن واقع شده‌است. بایننبوتل ۶٬۷۵۶ نفر جمعیت دارد.